# Спортакадемклуб (футбольний клуб)
«Спортакаде́мклуб» (рос. «Спортакадемклуб») — російський футбольний клуб, що представляє столицю Росії Москву. Виступає у Другому дивізіоні ПФЛ. Заснований у 1992 році. У тому році в місті Сергієв Посад при місцевому машинобудівному заводі була організована футбольна команда «Машинобудівник» (рос. «Машиностроитель»). Наприкінці 1996 року машинобудівний завод був не в змозі утримувати футбольну команду. До того ж змінилося і керівництво міста, яке перестало підтримувати спорт в Сергієвому Посаді. Зацікавленість проявили керівники Російської державної академії фізичної культури, чиї вихованці складали кістяк «Машинобудівника». Ставши правонаступником «Машинобудівника», команда отримала нову назву — «Спортакадемклуб» і стала представляти Москву.
Колишні назви: Машинобудівник (1992—1996).